# 조승숙
조승숙(趙承肅, 1357년 ~ 1417년)은 두문동 72현이며, 고려의 충신이다. 자는 경부(敬夫), 호는 덕곡(德谷)이며 본관은 함안이다.

## 생애
1357년 함양에서 태어났다. 1384년 27세에 과거에 급제하였고 원나라에서 저작알을 배우고 귀국한 후 1390년, 33세에 부여감무(扶餘監務)를 지내다가 1392년 고려가 망하고 조선이 건국되자 두문동에 은거하였다. 그 후 고향 함양에 가서 여생을 후진양성에 힘썼다.